# Elatostema jaheri
Elatostema jaheri är en nässelväxtart som beskrevs av H. Schröter. Elatostema jaheri ingår i släktet Elatostema och familjen nässelväxter. Inga underarter finns listade i Catalogue of Life.